# Aleksej Panfili
Aleksej Ivanovič Panfili (in russo Алексей Иванович Панфили?; Chișinău, 5 gennaio 1974) è un pallanuotista russo naturalizzato kazako, vincitore di 9 campionati russi, 9 Coppe di Russia e una LEN Euro Cup con la calottina dello Spartak Volgograd.

## Palmarès
- Campionato russo: 9

Spartak: 1997, 1999, 2003, 2004, 2010, 2011, 2012, 2013, 2014
- Coppa di Russia maschile: 9

Spartak: 1998, 2001, 2002, 2003, 2004, 2007, 2009, 2012, 2013
- Coppe LEN: 1

Spartak: 2014